# 122中型坦克
“122中型坦克”是中华人民共和国于1970年3月正式开始研发的中型坦克计划的代号，是1970年代中国兵器工业系统展开代号“二四会战”的对二代坦克装甲车辆技术研制的产物，曾经制造了一些原型样车，但是设计要求技术指标过高，在1974年，计划最终被取消。

## 发展史
1967年，国防科委正式下达了研制“122中型坦克”的任务。
1969年，珍宝岛事件之后，当时中苏的军事实力的对比中国明显是处于劣势，中国方面决定加快二代坦克装甲车辆的研制步伐，进一步提高新型坦克的战术技术指标，并成立“二四会战办公室”（意为1970年2月4日机构成立）。因此，代号122坦克样车于1970年3月正式开始研制。
1970年9月25日，第一辆工厂代号“122”样车完成总装，其继续沿用了苏联坦克传统的呈半球形铸造炮塔和风格相似的承载轮设计，但是采用了液力传动、液压操纵、液气悬挂系统（被称为“三液车”），还采用了发动机横置方案。
但是，提出过高的技术性能要求，超出了当时中国的工业水平，因此，这种方案很快被放弃。之后，研制开始转向采用已经成熟的技术和部件继续研制。 于1971年1月17日两辆工厂代号“1221”样车完成了总装，采用了机械传动、扭力杆悬挂（机械悬挂）、机械操控等技术（被称为“三机车”）。之后投入试车，在进行了3000千米的试车之后，发现了诸多关键技术和部件问题，并且导致了这种坦克方案最终于1974年被中止。
后来所说“122中型坦克”特指“三液”与“三机”样车，1978年重新提出新的国产二代坦克的研制战技指标，之后还研制了一系列改进型的试验样车，包括“1223”“1224”“1225”“1226”“1226F2”等坦克预研样车。
1980年代初，“122”代号由国产二代坦克原型样车80式坦克继承，命名为WZ-122。

## 采用技术
第一种采用“三液”方案的“122”样车拥有二自由度行星变速箱，具有3个前进档和1个倒档，转向装置为湿式二级行星转向机，制动装置为湿式制动器，两级行星侧传动，液压操纵。行动部分装有可调式液气悬挂，液压可调式履带张紧装置、铝合金负重轮及单销金属履带。
第二种采用“三机”方案的“1221”样车拥有固定轴式变速箱，具有5个前进档和1个倒档，转向装置为二级行星转向机，带式制动器、液压助力操纵，行动部分为扭杆、叶片式减震器、钢质负重轮。